# نربلت
نِربِلت أو (نقحرة: نيربيلت) هي بلدية تقع في بلجيكا بمقاطعة لِمبُرخ.

## أعلام
- بارت غوور
- جيلي فانيندرت
- ويم ميرتنز
- كوين فان لانجيندونك
- بارت بايمانس